# イオンタウン鷹巣
イオンタウン鷹巣（イオンタウンたかのす）は、秋田県北秋田市にある、イオンタウンが管理・運営するショッピングセンターである。

## 概要
1992年6月にジャスコが地元商業関係者の要請などを受けて、旧鷹巣町の国道105号沿いに出店を表明。地権者との用地取得交渉を開始。ところが、1992年8月に出店予定地の一部を伊徳（現在の伊徳ホールディングス）が先行取得していたことが判明。ジャスコと計画を推進していた地元商業関係者は猛反発。さらには、ジャスコと伊徳による激しい用地取得争いに発展。鷹巣町も調整に乗り出すも、お互いにゆずらず鷹巣町の大型商業施設建設は暗礁に乗り上げ、計画は頓挫し、長い間「ジャスコ出店予定地」を書かれた看板だけが置かれていた。
イオンが同地での出店を断念し、当初の出店予定地に隣接する北秋田市栄地区に改めて出店を表明。事業主体もイオンからマックスバリュ東北に変更し、地権者との交渉を開始し、2007年7月23日に大規模小売店舗立地法により「（仮称）イオンタウンたかのす」として秋田県に届け出た。続く2008年6月に「マックスバリュたかのす店」を核店舗とする「イオンタウンたかのすショッピングセンター」がオープンした。1992年の計画発表から15年がかりでのオープンとなった。
核店舗の「マックスバリュたかのす店」は、同友の「同友たかのす店」が前身。2002年3月、マックスバリュ東北が同友を子会社化したのに伴い、2002年5月に「マックスバリュたかのす店」に改称。当ショッピングセンター開設時に移転されたものである。2011年10月にはスーパーマーケット業態からディスカウント業態に転換し、「ザ・ビッグたかのす店」としてリニューアルオープンした。
平屋建てのザ・ビッグ棟には、「ザ・ビッグたかのす店」と専門店街が併設されており、駐車場を囲むように別棟店舗が並んでいる。土地の一部が秋田たかのす農業協同組合所有のため、同組合のATMと同組合が運営するセルフ式ガソリンスタンドも出店。2009年には、ダイナムの新業態店舗「信頼の森」第1号店であり、ダイナム300号店に当たる「信頼の森秋田たかのす店」もオープンした。
ジャスコと伊徳が争っていた土地には、伊徳が「たかのすモール」の名称で商業施設を建設し、2008年5月21日にオープンした。
2012年7月23日に「イオンタウン平賀ショッピングセンター（平賀SC）」（青森県平川市）と、「イオンタウン大曲福田ショッピングセンター（大曲福田SC）」（秋田県大仙市）とともに、イオンタウンへ譲渡した。これに伴い、9月1日から名称を「イオンタウンたかのすショッピングセンター（たかのすSC）」から「イオンタウン鷹巣」（たかのすを漢字表記）に変更した。

## 沿革
- 2007年（平成19年）7月23日 - 秋田県に出店の届け出を行う。
- 2008年（平成20年）
  - 4月27日 - 「イオン ふるさとの森づくり」植樹祭を開催[7]。
  - 5月10日 - 「マックスバリュたかのす店」と「ツルハドラッグ鷹巣店」が先行オープン[4][7]。
  - 5月28日 - 「サンデー鷹巣店」先行オープン。
  - 6月5日 - 「イオンタウンたかのすショッピングセンター」グランドオープン[4]。
  - 7月7日 - 北秋田市とマックスバリュ東北株式会社にて､災害時における応急生活物資の供給等に関する協定を締結[10]。
- 2009年（平成21年）3月20日 - 「信頼の森秋田たかのす店」オープン。
- 2011年（平成23年）
  - 8月12日 - 「ヤマダ電機テックランド北秋田店」オープン。
  - 10月3日-10月7日 - 改装工事のため「マックスバリュたかのす店」休業。
  - 10月8日 - マックスバリュをザ・ビッグに業態変更し「ザ・ビッグたかのす店」として、リニューアルオープン。
- 2012年（平成24年）
  - 7月23日 - マックスバリュ東北からイオンタウン株式会社へ譲渡する[9]。
  - 9月1日 - ショッピングセンターの名称をイオンタウン鷹巣へ変更し、管理・運営をイオンタウン株式会社が継続して行う[1]。
- 2015年（平成27年）5月31日 - 「ヤマダ電機テックランド北秋田店」閉店。
- 2016年（平成28年）
  - 9月16日 - 福祉の総合相談窓口「ひだまり」開設。
  - 12月24日 - 「西松屋 北秋田店」オープン。
- 2017年（平成29年）
  - 7月4日 - 「明光義塾イオンタウン鷹巣教室」開校。
  - 10月23日 - 「幸楽苑 イオンタウン鷹巣店」オープン。
- 2023年（令和5年）
  - 5月10日 - 北秋田市商工会事務所が、老朽化に伴い北秋田市産業会館から当施設内に移転[11][12]。津谷永光北秋田市長など関係者約100人が参加し、記念セレモニーを開催[11]。
  - 5月21日 - 「マックハウスイオンタウンたかのすSC店」閉店。
- 2024年（令和6年）
  - 1月22日 - 東北地方では2局目の「+（プラス）エコ郵便局」となる、「イオンタウン鷹巣郵便局」が開局[13]。開局に先立ち関係者約30人が出席し、記念セレモニーを開催[13]。
  - 4月11日 - 「ツルハドラッグ鷹巣店」が当施設から、北秋田市栄字中綱60に移転。
  - 12月22日 - 「東京靴流通センターイオンタウンたかのす店」閉店。

## 店舗

### 核店舗
- ザ・ビッグたかのす店（イオン東北運営）

### 専門店街の主な店舗
- ジェイド（衣料）
- セリア（100円ショップ）
- ドコモショップ（携帯ショップ）
- トム・ソーヤのなかまたち（アミューズメント）
- 明光義塾（学習塾）
- おもしろ市場（リサイクルショップ）

他は公式サイトを参照。

### 別棟
- サンデー鷹巣店
- 西松屋北秋田店
- かっぱ寿司たかのす店
- JAたかのすまちセルフSS
- 幸楽苑イオンタウン鷹巣店
- しまむらイオンタウンたかのす店
- ダイナム信頼の森 秋田たかのす店
- イオンタウン鷹巣郵便局

## アクセス
- 秋田自動車道「鷹巣インターチェンジ」から車で約4分
- 東日本旅客鉄道（JR東日本）奥羽本線「鷹ノ巣駅」・秋田内陸縦貫鉄道秋田内陸線「鷹巣駅」から約6分
  - 秋北バス - イオンタウン鷹巣行
- 市街地循環バス - イオンタウン鷹巣発着[14]
- 大館能代空港から車で約10分